# Wilhelmina Drupsteen

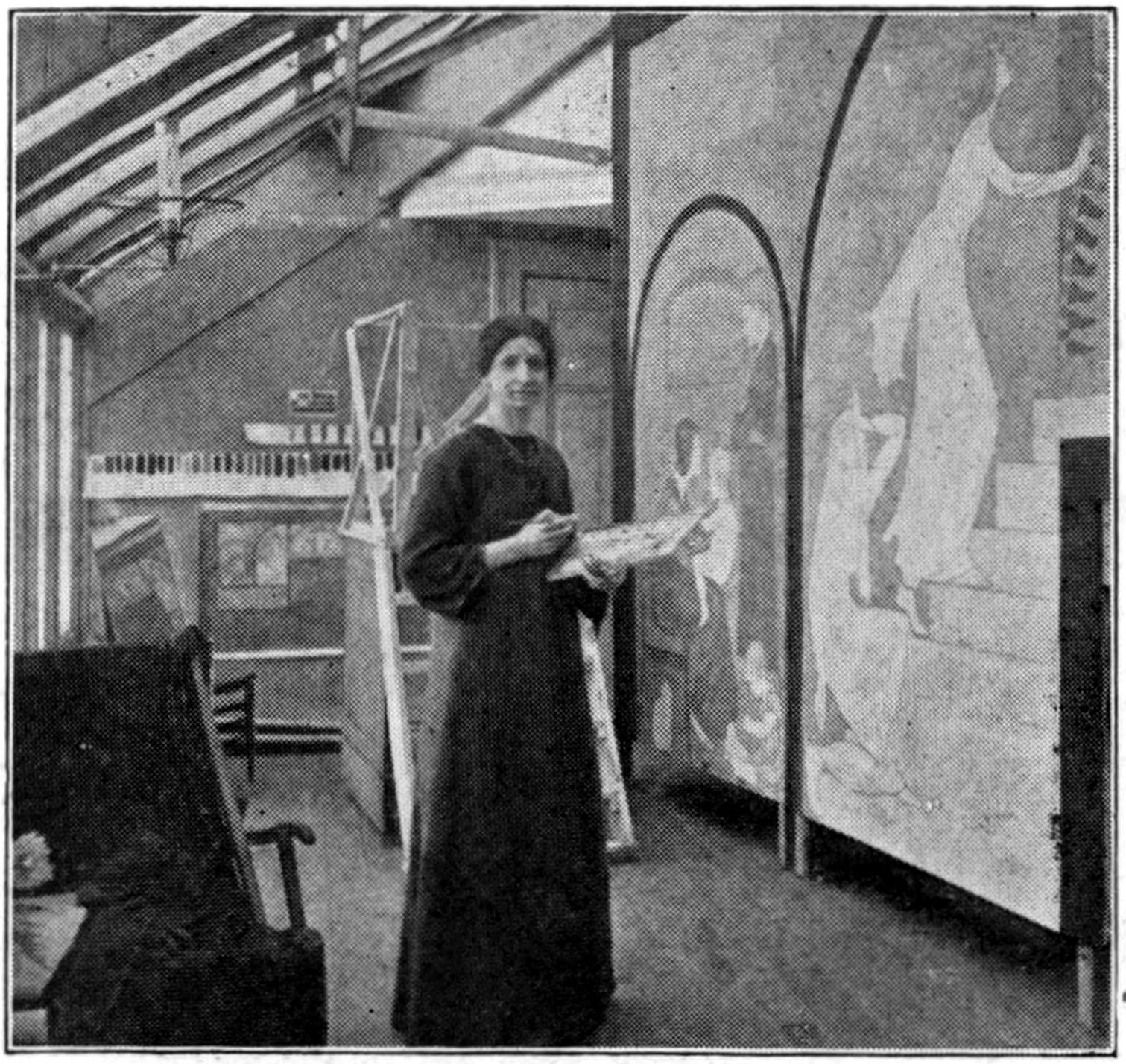
Wilhelmina Drupsteen in ihrem Atelier, 1913

Wilhelmina „Willie“ Cornelia Drupsteen (* 10. Oktober 1880 in Amsterdam; † 2. April 1966 in Oosterbeek) war eine niederländische Radiererin, Grafikerin, Illustratorin und Malerin.

## Leben
Wilhelmina Drupsteen wurde 1880 in Amsterdam geboren. Ihr Vater, Derk Drupsteen aus Zwolle war Handelsreisender, ihre Mutter Agathe Maria de Ligt, ein Dienstmädchen, stammte aus Arnheim. Wilhelmina Drupsteen war das einzige Kind der Familie und blieb unverheiratet.
Drupsteen zeigte früh ein zeichnerisches Talent und besuchte 1897 die Rijksnormaalschool voor Teekenonderwijzers (Nationale Normalschule für Zeichenlehrer). Diese schloss sie 1900 ab. Danach studierte sie an der Rijksschool voor Kunstnijverheid (Staatliche Kunsthandwerksschule), an der sie 1902 ihr Diplom erhielt. Im selben Jahr trat sie in die Rijksakademie van beeldende kunsten (deutsch: Reichsakademie der Bildenden Künste) ein. Dort machte sie 1906 ihren Abschluss. Eine Anstellung fand sie in der Dagteeken- en Kunstambachtsschool voor Meisjes (Mädchenschule für Zeichnen und Kunsthandwerk) am Groenburgwal in Amsterdam, dort arbeitete sie von 1902 bis 1908. Anfänglich als Assistentin, später als Lehrerin für "Handzeichnen und geradliniges Zeichnen". Auch als Illustratorin und Grafikerin begann sie zu arbeiten. Das „Königliche Stipendium“ gewann sie 1906, 1908 folgte der Preis des Willink van Collenprijs von Arti et Amicitiae.

## Soziales Engagement
Zunächst fand sie ihre Auftraggeber in der Frauenbewegung und anderen sozialen Organisationen. Für die Monatszeitschrift der Gesellschaft zur Verbesserung der Frauenkleidung, das Organ der Reformbewegung, fertigte sie ab 1903 Modezeichnungen an. Jedoch erfüllte sie die Erwartungen des Vorstandes nicht und verlor diesen Auftrag. Den Gedenkband zum 25. Jahrestag der Beförderung von Aletta Jacobs entwarf sie 1904. Für das Goldene Buch für tuberkulöse Kinder fertigte sie 1908 eine Zeichnung.
Als eine der ersten Grafikerinnen trag Drupsteen 1905 in den Verein für Handwerk und Industriekunst ein. Dadurch gewann sie viele weitere Kontakte und die Möglichkeit, ihre Werke auszustellen. An der ersten Ausstellung in Amsterdam des Vereins nahm sie 1911 teil. Mit anderen Mitgliedern stellte sie 1912 auf der Ideal Home Exhibition in London aus und 1914 auf der internationalen Ausstellung für Grafik und Buchgewerbe in Leipzig. Sie übernahm die Typografie, Illustration und die Gestaltung von Grimms Märchen Schneewittchen im Jahr 1906 und Aschenputtel im Jahr 1907, die von G. van der Hoeven umgeschrieben worden waren. Sie erstellte Ausgaben mit geometrischen Verzierungen in sanften Farben und verzierten Vorsatzblättern, die den Einfluss des Jugendstils zeigen. Aschenbrödels Ballkleid war ein Reformkleid.  Sie stellte ihre detaillierten, farbenfrohen Märchenillustrationen und geometrisch verzierten Vorsatzblätter in den folgenden Jahren mehrfach aus. Der bekannte Kunstkritiker N.H. Wolf zum Beispiel fand sie „schön, feines Werk von lebhafter Farbe, ohne zu bunt zu sein“. Auch die von ihr gestalteten Kalender fanden seine Zustimmung.
Einen wichtigen Beitrag leistete Drupsteen für die Ausstellung De Vrouw 1813–1913. Das von ihr entworfene Plakat „Violett und Grün“ wurde prämiert, da es den Zweck der Ausstellung direkt und klar widerspiegelte, und als Cover des Ausstellungskatalogs genutzt. Auch die Entwürfe für die Wandmalereien der Eingangshalle des zentralen Ausstellungsraumes stammten von Wilhelmina Drupsteen. Dazu ließ sie sich von dem Gedicht 'Gebroken kleuren' von Henriette Roland Holst inspirieren. Zudem war sie für die Gestaltung der Grafiken der Ausstellung verantwortlich. Der Verein für das Frauenwahlrecht beauftragte sie mit der Gestaltung des Einbandes des Gedenkbuchs 1894–1919.
Sie erkrankte 1919 schwer und bekam dadurch finanzielle Probleme, die sich verschärften, als ihr Arzt ihr 1920 verordnete, ein Jahr lang keine Aufträge anzunehmen. In dieser Zeit erhielt sie Unterstützung durch Bertha Bake und andere Freunde des Vereins. Auch der niederländische Kunstverein unterstützte sie und kaufte einige ihrer Radierungen und Aquarelle. Sie machte eine Kur und blieb anschließend in Veluwe. Amsterdam verließ sie 1939 und ließ sich in Gelderland nieder. Nach Stationen in Bennekom, Wageningen, lebte sie ab 1950 im Künstlerdorf Oosterbeek. Der Künstlervereinigung Pictura Veluvenis, den Oosterbeeker Bildenden Künstlern und weiteren Vereinigungen schloss sie sich in dieser Zeit an.
Ihre Arbeit musste sie ab 1955 aufgrund einer Augenkrankheit einstellen. Sie lebte in mehreren Heimen in Oosterbeek und starb 1966 im Oosterbeeker Pflegeheim De Hemelse Berg. Ihre „esoterischen Bleistift- und Pinselzeichnungen“ sowie die Porträts ihrer Eltern und Großeltern und zwei Speckstein-Skulpturen, einen Buddha und einen Christuskopf, vermachte sie dem Kröller-Müller-Museum.

## Stil
Wilhelmina Drupsteen war für ihre grafischen Arbeiten und Buchillustrationen bekannt. Ihre Darstellungen reichen von stilisierten bis hin zu kunstvolleren und jugendstilähnlichen Werken. Sie gestaltete Bucheinbände und Rahmen um Illustrationen und Texte oft geometrisch. In ihren Märchenillustrationen verwendete sie neben Empire-Motiven auch zeitgenössische Elemente wie Reformkleidung und Möbel im Stil von Hendrik Petrus Berlage.
Von ihren Werken sind nur wenige bekannt. Es gehören Stillleben, Porträts, Genrebilder und Landschaften dazu. Im Gegensatz zum grafischen Werk sind diese meist naturalistischer Natur.